# Susannah Constantine
Susannah Caroline Constantine (Londres; 3 de junio de 1962) es una consultora de moda, presentadora, periodista y una autora de moda inglesa. Era la presentadora de la reality show No te lo pongas (What Not to Wear) con Trinny Woodall en el canal de televisión People+Arts en España. En la actualidad, es la presentadora de Trinny & Susannah Undress en Cosmopolitan TV (ITV en Gran Bretaña). Ha trabajado con diseñadores de renombre internacional como John Galliano.